# Stallwang
Stallwang (bayerisch: Stoiweng) ist eine Gemeinde im niederbayerischen Landkreis Straubing-Bogen. Das gleichnamige Pfarrdorf ist Sitz der Gemeindeverwaltung und der Verwaltungsgemeinschaft Stallwang, dessen Mitglied die Gemeinde ist.

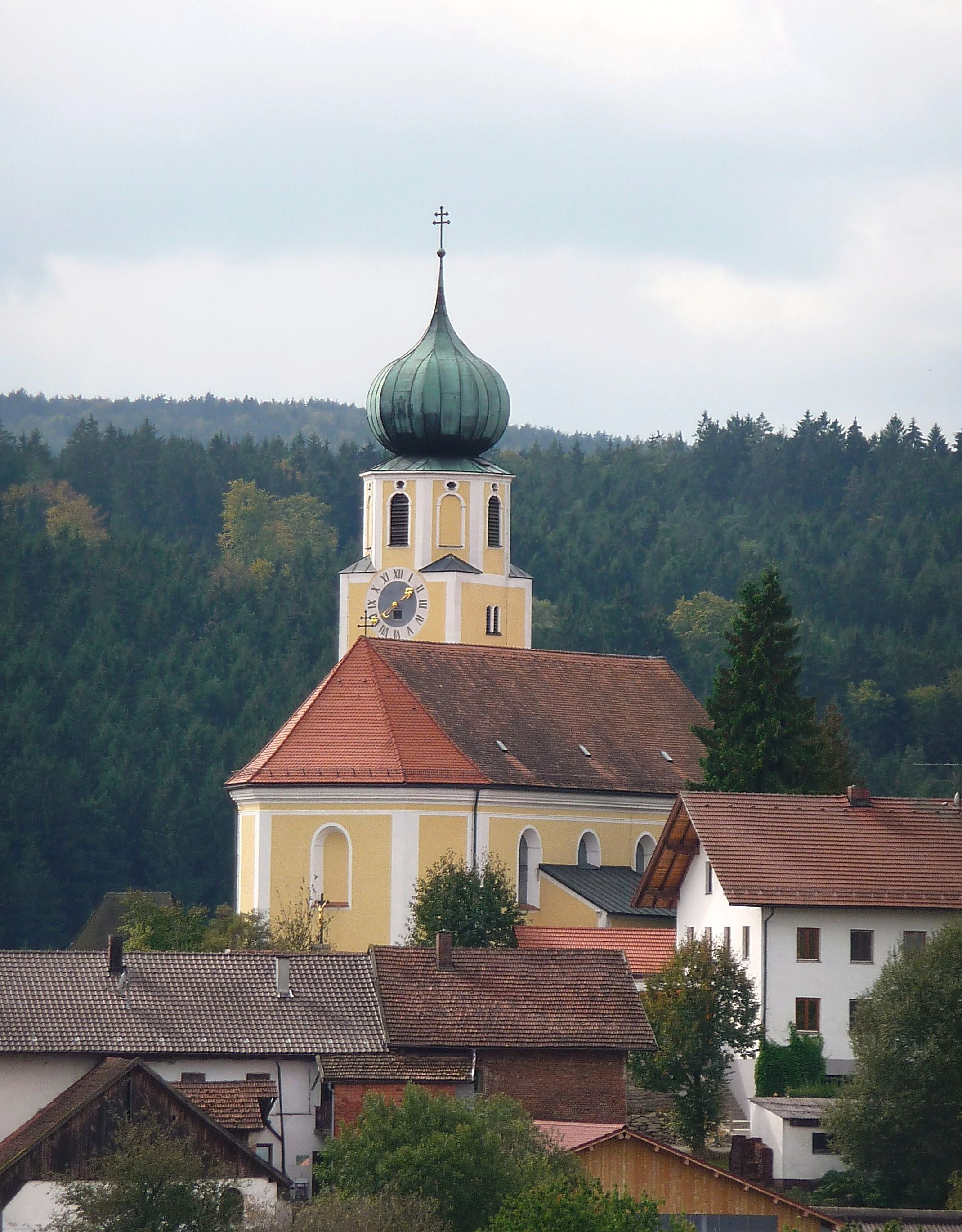
Die Pfarrkirche St. Michael

## Geographie
Die Gemeinde liegt in der Region Donau-Wald im vorderen Bayerischen Wald. Stallwang liegt im Kinsachtal am Westhang des Gallners (709 m ü. NHN).

### Gemeindegliederung
Es gibt 43 Gemeindeteile (in Klammern ist der Siedlungstyp angegeben):
- Altenhofen (Einöde)
- Auersdorf (Weiler)
- Buchet (Einöde)
- Eggersberg (Dorf)
- Großfeld (Einöde)
- Grub (Weiler)
- Grünleiten (Einöde)
- Hagmühl (Einöde)
- Haidhof (Weiler)
- Haselmühle (Einöde)
- Hof (Weiler)
- Höhenstein (Einöde)
- Irlmühl (Einöde)
- Kammersdorf (Einöde)
- Königseck (Einöde)
- Kuglmühl (Einöde)
- Landorf (Dorf)
- Niederkinsach (Weiler)
- Oberkinsach (Einöde)
- Ödling (Einöde)
- Penzhaus (Einöde)
- Piehlhof (Einöde)
- Piehlmühl (Einöde)
- Reichersdorf (Einöde)
- Reisach (Einöde)
- Ried (Weiler)
- Rißmühl (Einöde)
- Roßberg (Einöde)
- Sägmühl (Einöde)
- Schleißersgrub (Einöde)
- Schönstein (Kirchdorf)
- Stallwang (Pfarrdorf)
- Steinberg (Einöde)
- Steinbühl (Einöde)
- Steinernkreuz (Dorf)
- Stubenhof (Weiler)
- Stützenbrunn (Weiler)
- Tiefengraben (Einöde)
- Treffendorf (Weiler)
- Untermannbach (Weiler)
- Utzmannsdorf (Weiler)
- Weihermühl (Weiler)
- Wetzelsberg (Pfarrdorf)

Es gibt die Gemarkungen Landorf, Schönstein und Stallwang.

## Geschichte

### Bis zur Gemeindegründung
Die Besiedelung erfolgte um das 8. und 9. Jahrhundert durch das Kloster Pfaffenmünster bei Steinach. Der Ort war Teil des Kurfürstentums Bayern, bildete aber eine geschlossene Hofmark der Freiherren von Poissl. Die heutige politische Gemeinde entstand 1818.

### Eingemeindungen
Im Zuge der Gebietsreform in Bayern wurde die Gemeinde Schönstein am 1. Januar 1972 eingegliedert. Der Hauptteil der aufgelösten Gemeinde Landorf kam am 1. Januar 1977 hinzu. Am 1. Mai 1978 wurde der östliche Teil der ehemaligen Gemeinde Zinzenzell der Gemeinde Stallwang zugeschlagen.

### Einwohnerentwicklung
Im Zeitraum 1988 bis 2018 wuchs die Gemeinde von 1328 auf 1390 Einwohner bzw. um 4,7 %.
- 1961: 1325 Einwohner
- 1970: 1384 Einwohner
- 1987: 1326 Einwohner
- 1991: 1354 Einwohner
- 1995: 1348 Einwohner
- 2000: 1337 Einwohner
- 2005: 1383 Einwohner
- 2010: 1392 Einwohner
- 2015: 1430 Einwohner
- 2017: 1405 Einwohner
- 2018: 1390 Einwohner

## Politik

### Gemeinderat
Die Gemeinderatswahl 2020 erbrachte folgende Stimmenanteile und Sitzverteilung:
- CSU: 70,91 % (9 Sitze)
- Christlicher Wählerblock (CWB): 29,09 % (3 Sitze)

### Bürgermeister
Erster Bürgermeister ist seit Mai 2014 Max Dietl (CSU). Dieser wurde bei der Bürgermeisterwahl 2020 im Amt bestätigt.

### Wappen
| | Blasonierung: „Geteilt von Gold und Blau; oben ein schwarzes Hirschgeweih, unten ein goldenes Posthorn mit roten Schnüren.“ |
| Wappenbegründung: Die obere Schildhälfte mit dem Hirschgeweih zeigt das Familienwappen der Freiherren von Poißl zu Loifling, die von 1756 bis 1830 die Hofmarksherrschaft bzw. Patrimonialgerichtsbarkeit in Stallwang ausübte. [...] Das Posthorn erinnert an die frühere Station der Thurn und Taxisschen Reichsposten in Stallwang, dann auch an die Einrichtung der Postautolinie Straubing–Stallwang, der ersten Verbindung dieser Art in Niederbayern. Es wurde 1958 festgelegt. | |

### Gemeindepartnerschaften
Seit 2007 besteht eine Gemeindepartnerschaft mit dem ungarischen Ort Magyarsarlós nahe der Stadt Pécs.

## Kultur und Sehenswürdigkeiten
Die Pfarrkirche St. Michael stammt aus der Mitte des 18. Jahrhunderts. Der spätmittelalterliche Turm wurde beim Neubau erhöht. An dem 1786 bis 1789 angefertigten Hochaltar waren die Straubinger Künstler Mathias Obermayr (Schnitzereien), Andreas Massinger (Schreinerarbeiten) und J. B. Scheck (Fassmalerei) beteiligt. Die Hauptfigur stellt die Sieben Schmerzen Mariens dar. Die Kanzel aus dem Jahr 1803 mit Evangelistenreliefs wurde von Fidelis Itelsperger geschaffen.

## Wirtschaft und Infrastruktur

### Wirtschaft einschließlich Land- und Forstwirtschaft
Es gab 2022 nach der amtlichen Statistik 219 sozialversicherungspflichtig Beschäftigte am Arbeitsort. Sozialversicherungspflichtig Beschäftigte am Wohnort gab es 614. Im verarbeitenden Gewerbe gab es keine, im Bauhauptgewerbe zwei Betriebe. Zudem bestanden im Jahr 2020 32 landwirtschaftliche Betriebe mit einer landwirtschaftlich genutzten Fläche von 1 565 ha, davon waren 727 ha Wiesen und Weiden.

### Verkehr
Durch die Gemeinde verläuft die Bundesstraße 20 in Richtung Straubing und Cham.

### Bildung
Es gibt folgende Einrichtungen:
- Kindertagesstätte: 75 Plätze mit 89 Kindern (Stand: 2023)[12]
- Grundschule: Jgst. 1–4 mit 63 Schülern und vier Lehrkräften (Stand: 2023/2024)[13]

## Persönlichkeiten
- Josef Laumer (* 1960), Politiker (CSU)